# Quinlan Terry

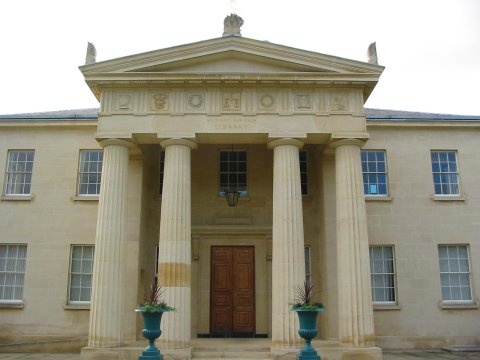
La Biblioteca Maitland Robinson en el Downing College, Cambridge, proyectada por Quinlan Terry.

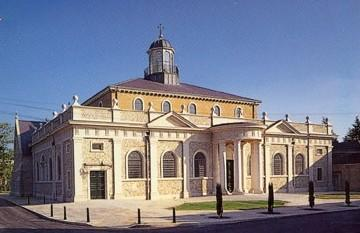
Brentwood Cathedral

Quinlan Terry (nacido el 24 de julio de 1937 en Hampstead, Inglaterra) es un arquitecto británico. Cursó estudios en Bryanston School y en la Architectural Association. Fue discípulo del arquitecto Raymond Erith con quien formó la sociedad Erith & Terry.
Es, a su vez, uno de los arquitectos favoritos de Carlos de Inglaterra.

## Obra
Quinlan Terry es un arquitecto de estilo clásico, enfrentado en sus poposiciones al  Movimiento Moderno y la vanguardia arquitectónicos. Su obra se centra principalmente en un estilo retrospectivo de corte palladiano.
Su diseño de la biblioteca del Downing College de Cambridge le valió el premio al edificio del año en el Reino Unido en 1994. Probablemente uno de sus trabajos más conocidos sea la Catedral de Santa María y Santa Helena en Essex; para esta reconstrucción de un antiguo templo católico se sirvió conjuntamente del estilo renacentista italiano y del barroco inglés. Durante la década de 1980 la entonces primera ministra, Margaret Thatcher, le encargó la renovación de los interiores del Número 10 de Downing Street.

## Estilo
El estilo de Quinlan Terry trasciende por su exquisito tradicionalismo. Es considerado por la crítica británica como uno de los arquitectos más controvertidos del momento, precisamente, por lo convencional de sus diseños. Recursos clásicos, formas simétricas, materiales tradicionales otorgan a sus obras un aspecto general entre lo clásico y lo antiguo.